# 翁玉林
翁玉林（Yuk-ling Yung，1946年—），美國籍華人大氣、行星科學家，現任教於加州理工學院地球與行星科學系。

## 生平
於1946年生於浙江溫州，1953年遷往香港。在香港接受小學與中學教育後，前往美國加州大學柏克萊分校就讀工程物理學，於1969年獲得學士學位。1974年獲得哈佛大學物理學博士後留校擔任研究員、講師。1977年前往加州理工學院地質與行星科學系任教至今，現為該系史密茲講座教授。主要研究分為行星大氣、行星演化、大氣化學、大氣輻射、天文生物學及全球變遷這六項。並參與 NASA 的伽利略号探测器、卡西尼－惠更斯号以及地球觀測系統等行星與地球大氣探測計畫。

## 著作
發表超過270篇期刊論文
，以及以下兩本專書：
- Atmospheric Radiation: Theoretical Basis, R.M. Goody and Y.L. Yung, Oxford University Press, New York, 1989.
- Photochemistry of Planetary Atmospheres, Y.L. Yung and W. D. DeMore, Oxford University Press, 1999.

## 榮譽與獎項
- 2003年美國地球物理聯盟會士[3]。
- 2004年美國國家航空暨太空總署優異科學成就獎章（英语：NASA Exceptional Scientific Achievement Medal）[3]。
- 2005年美國科學促進會會士[3]。
- 2010年第28屆中央研究院院士（數理科學組）[3]。
- 2011年美国文理科学院院士[3]。
- 2015年美國天文學會行星科學部杰拉德·柯伊伯奖[4]
- 小行星19370[5]

## 外部連結
- 加州理工學院翁玉林網頁